# História diplomática da Segunda Guerra Mundial
A história diplomática da Segunda Guerra Mundial inclui as principais políticas e interações externas dentro das coalizões opostas, os Aliados da Segunda Guerra Mundial e as potências do Eixo. A diplomacia pré-guerra é coberta em Causas da Segunda Guerra Mundial e Relações Internacionais (1919-1939). As potências capitalistas comemoraram a vitória na reunião. Muitas das consequências diplomáticas da guerra surgem com as vitórias soviéticas.

## Aliados

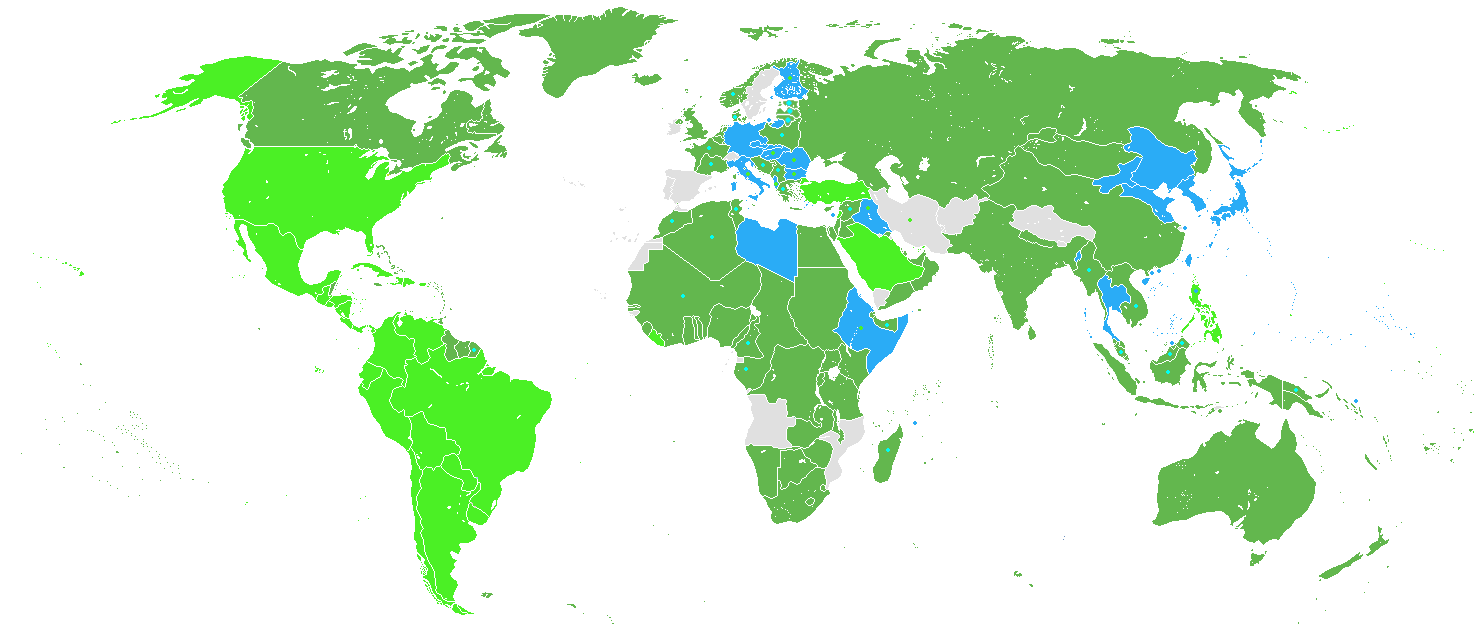
Aliados da Segunda Guerra Mundial (1939-1941)
Aliados da Segunda Guerra Mundial (1941-1945)

Os Aliados da Segunda Guerra Mundial começaram a se formar em setembro de 1939, quando a Polônia foi invadida e a Grã-Bretanha e a França declararam guerra à Alemanha nazista. Com exceção da Irlanda, que permaneceu neutra durante a guerra, os Domínios da Commonwealth (Canadá, Austrália, Nova Zelândia e África do Sul) declararam guerra ao lado da Grã-Bretanha, mas nenhuma outra nação aderiu à causa. O Conselho Supremo de Guerra Anglo-Francês, estabelecido no início do conflito, coordenou uma estratégia militar conjunta até a Batalha da França se encerrar com uma ocupação alemã bem-sucedida em junho de 1940, após a qual a França se rendeu e a Grã-Bretanha manteve o conflito contra a Alemanha.
A primeira cimeira entre líderes dos Aliados ocorreu em Londres em 12 de junho de 1941, sendo liderada pelo Reino Unido, os quatro Domínios Britânicos co-beligerantes (Canadá, Austrália, Nova Zelândia e África do Sul), os oito governos em exílio (Bélgica, Tchecoslováquia, Grécia, Luxemburgo, Países Baixos, Noruega, Polônia, Iugoslávia) e França Livre.
A União Soviética, tendo primeiramente cooperado com a Alemanha na invasão da Polônia enquanto permanecia neutra no conflito Aliados-Eixo, juntou-se aos Aliados no final de junho de 1941 após seu território ter sido invadido pela Alemanha na Operação Barbarossa. Os Estados Unidos forneciam suprimentos de guerra aos Aliados desde março de 1941 e declararam guerra oficialmente em dezembro de 1941 como resposta ao ataque japonês a Pearl Harbor. A China já mantinha uma guerra prolongada com o Japão desde o Incidente da Ponte Marco Polo em 1937, mas oficializou seu apoio aos Aliados em dezembro de 1941.

### A Grande Aliança
Os Estados Unidos, o Reino Unido e a União Soviética formavam as "Três Grandes" potências aliadas, mantendo contato frequente por meio de embaixadores, altos oficiais de suas respectivas forças armadas e seus respectivos ministérios de relações exteriores e emissários especiais. A relação fechada entre os três países resultou nas principais decisões que moldaram os esforços de guerra e moldaram o mundo pós-guerra. Alcunhada de "Relação Especial", a cooperação entre o Reino Unido e os Estados Unidos foi aprofundada em vários setores econômicos e políticos e incluiu a formação de um gabinete ministerial de guerra especializado. Os Aliados realizaram inúmeras conferências de alto nível. No total, o Primeiro-ministro britânico Winston Churchill participou de 14 reuniões de cúpula, Franklin Roosevelt esteve em 12 e Josef Stalin em 5 delas. As mais visíveis foram as três conferências de cúpula que reuniram os três principais líderes. A política dos Aliados com relação à Alemanha e ao Império do Japão evoluiu e se desenvolveu nessas três conferências.

### Europa primeiro

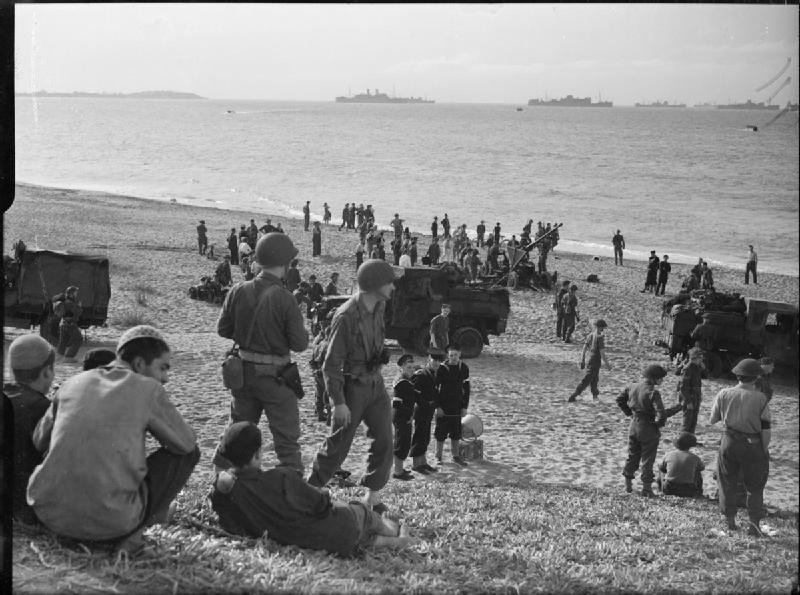
Tropas britânicas e estadunidenses nas proximidades de Algiers durante a Operação Tocha, em 1942.

Na Conferência Arcadia de dezembro de 1941, o presidente dos Estados Unidos Franklin Roosevelt e o Primeiro-ministro britânico Winston Churchill se reuniram em Washington, D.C., logo após a entrada dos Estados Unidos na guerra. Ambos os líderes concordaram com os elementos-chave da grande estratégia. Os Estados Unidos e o Reino Unido usariam a preponderância de seus recursos para subjugar a Alemanha nazista na "Europa primeiro". Simultaneamente, esses países travariam uma ação de contenção e ofensiva coordenada contra o Japão no teatro do Pacífico usando menos recursos. Após uma eventual derrota da Alemanha - considerada a principal ameaça ao Reino Unido e à União Soviética - todas as forças Aliadas seriam concentradas na derrota do Japão.
A política  da "Europa primeiro" permaneceu em vigor durante toda a guerra, no entanto, os termos da "ação de contenção" e "ofensiva limitada" na Guerra do Pacífico estiveram sujeitos a interpretações e modificações ao longo das conferências realizadas pelos líderes Aliados. Na Conferência Arcadia, os Estados Unidos concordaram em enviar bombardeiros para bases na Inglaterra enquanto os britânicos concordaram em fortalecer suas tropas no Pacífico. Os britânicos rejeitaram a proposta estadunidense de uma invasão "suicida" do norte da Europa em 1942. Em contrapartida, Churchill pressionou por um desembarque no norte da África francesa ainda no mesmo ano. Em julho de 1942, com o apoio de Roosevelt, a Operação Tocha foi marcada para o final daquele ano. No entanto, foi a situação estratégica no Pacífico e os requisitos logísticos relacionados que dominaram as ações dos Estados Unidos após sua entrada na guerra e levaram a um foco inicial no Pacífico. Após as sucessivas vitórias no Pacífico a partir de 1944, os Estados Unidos concentraram seus esforços no desenvolvimento do conflito no cenário europeu. Mesmo nos últimos estágios da guerra, houve uma intensa competição por recursos à medida que as operações em ambas as regiões foram intensificadas.
Conferência de Teerã
Após a preparação na Conferência de Moscou em outubro-novembro de 1943, a primeira reunião dos "Três Grandes" - Stalin, Roosevelt e Churchill - ocorreu na Conferência de Teerã de 28 de novembro a 1 de dezembro daquele ano. Os líderes Aliados concordaram com uma invasão da França a ocorrer no ano seguinte (a chamada "Segunda Frente") e negociaram com Turquia, Irã e Iugoslávia sobre um eventual fortalecimento na guerra contra o Japão, bem como os acordos pós-guerra.
Conferência de Yalta

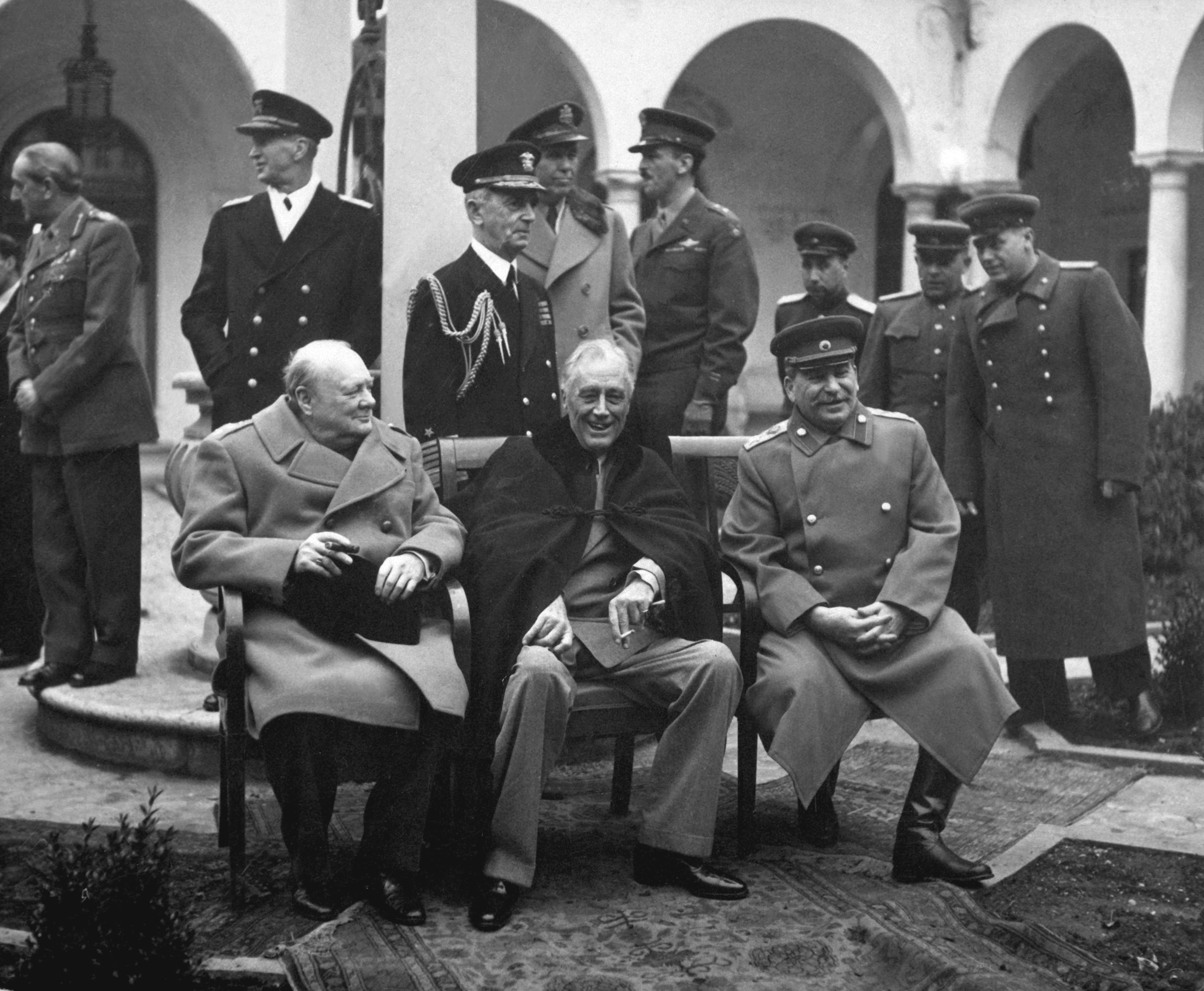
A Conferência de Ialta, realizada em 1945, determinou diversos acordos que moldariam o cenário político internacional durante a Guerra Fria e no mundo contemporâneo.

A Conferência de Yalta reuniu-se na Crimeia de 4 a 11 de fevereiro de 1945 e se concentrou nos planos do pós-guerra para as fronteiras europeias. Os soviéticos já controlavam a Polônia, movendo suas fronteiras para o oeste. A Stalin foi prometido o controle do oeste da Bielorrússia e do oeste da Ucrânia. Por sua vez, a Polônia ficaria com partes da Alemanha. Stalin prometeu a realização de eleições livres na Polônia sob os auspícios de um governo que ele controlaria. Por forte insistência de Roosevelt, Stalin concordou em entrar na guerra contra o Japão três meses após a derrota da Alemanha. Foi acordado que a União Soviética seria membro do Conselho de Segurança das Nações Unidas com poder de veto e somente Ucrânia e Bielorrússia - dentre as demais 12 repúblicas soviéticas -  seriam membros das Nações Unidas. Por fim, a Alemanha seria dividida em três zonas de ocupação enquanto a França também seria ocupada. Em uma decisão que se tornou altamente controversa, todos os civis seriam repatriados.
Conferência de Potsdam
A Conferência de Potsdam foi realizada de 17 de julho a 2 de agosto de 1945, em Potsdam, Alemanha, perto de Berlim. Stalin se reuniu com o novo presidente dos Estados Unidos, Harry S. Truman, e dois primeiros-ministros britânicos sucessivamente — Winston Churchill e Clement Attlee. Os acordos desta cimeira exigiam a "rendição incondicional" do Japão e finalizava os arranjos para que a Alemanha fosse ocupada e controlada pela Comissão de Controle Aliado. A situação de outros países ocupados foi discutida de acordo com os acordos básicos arranjados anteriormente em Yalta.

### China

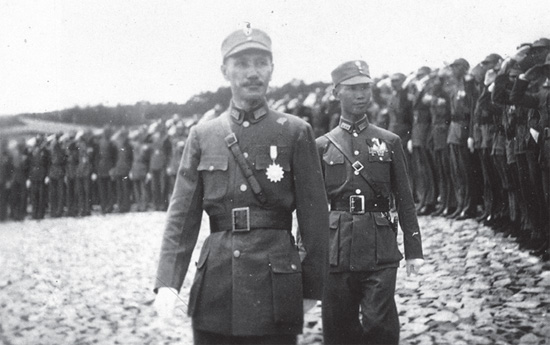
Chen Cheng foi um dos líderes do governo da República da China durante a Segunda Guerra Sino-Japonesa.

Em 1931, o Japão tomou vantagem do governo enfraquecido da China na Era dos Senhores da Guerra e forjou o Incidente de Mukden para estabelecer o Estado fantoche de Manchukuo na Manchúria. Puyi, que havia sido o último Imperador da China destronado em 1912, foi entronizado novamente "Imperador de Manchukuo" sob o controle do governo japonês. Em 1937, o Incidente da Ponte Marco Polo desencadeou a Segunda Guerra Sino-Japonesa. A invasão foi lançada pelo bombardeio de muitas cidades como Xangai, Nanjing e Guangzhou. A última delas, que começou em 23 de setembro de 1937, provocou protestos generalizados que culminaram em uma resolução do Comitê Consultivo do Extremo Oriente da Liga das Nações. O Exército Imperial Japonês capturou a capital chinesa Nanjing e perpetrou vários crimes de guerra no Massacre de Nanjing. A guerra contra os japoneses consumiu um grande número de soldados chineses. O Japão tinha como principal estratégia a criação de Estados fantoches dentro do território chinês. Os Estados Unidos apoiaram fortemente a China após a invasão do Japão bem como os países isolacionistas que se opunham à guerra na Europa apoiaram uma postura mais contundente contra os avanços japoneses. 

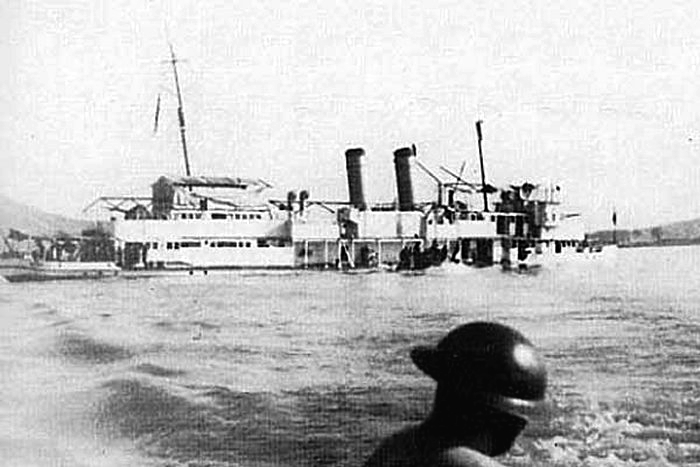
O Incidente do USS Panay, em 1937, posicionou os Estados Unidos contra os ataques japoneses à China.

Após o Massacre de Nanjing, as relações entre Estados Unidos e Japão começaram a se deteriorar gradativamente enquanto a simpatia dos estadunidenses pelos chineses aumentava. O presidente estadunidense Franklin Roosevelt exigiu um pedido de desculpas dos japoneses, que foi acatado, mas não solucionou as tensões crescentes entre os dois países. No início de 1941, os Estados Unidos se preparavam para enviar tropas aéreas com uniformes chineses para deter o avanço dos invasores japoneses. Os "Tigres Voadores" sob o comando de Claire Chennault chegaram no momento em que os Estados Unidos entraram na guerra. Chennault desenvolveu um plano ambicioso para um ataque furtivo às bases japonesas. Os militares estadunidenses se opuseram a seu esquema e continuaram levantando obstáculos, mas o plano foi adotado por altos funcionários civis, incluindo Henry Morgenthau, Jr. (o Secretário do Tesouro que apoiava um financiamento da guerra da China) e especialmente o próprio Roosevelt, que o tornou uma alta prioridade para manter a China independente. Em outubro de 1941, bombardeiros e tripulações foram enviados para a China mas, no entanto, o ataque norte-americano nunca ocorreu. As tropas estadunidenses foram deslocadas para os esforços de guerra na Birmânia.
Após o término da Segunda Guerra Mundial em 1945, o confronto entre os nacionalistas e os comunistas elevou-se para uma escola de guerra civil. O general estadunidense George C. Marshall tentou negociar uma trégua sem sucesso e os Estados Unidos afastaram-se das mediações do conflito. A postura militar adotada pelo Kuomintang fracassou gradativamente e, em 1949, os nacionalistas buscaram refúgio na ilha de Taiwan e arquipélagos circundantes. Em contrapartida, o governo chinês continental proclamou a República Popular da China sob a liderança de Mao Tsé-Tung. 

### Grã-Bretanha

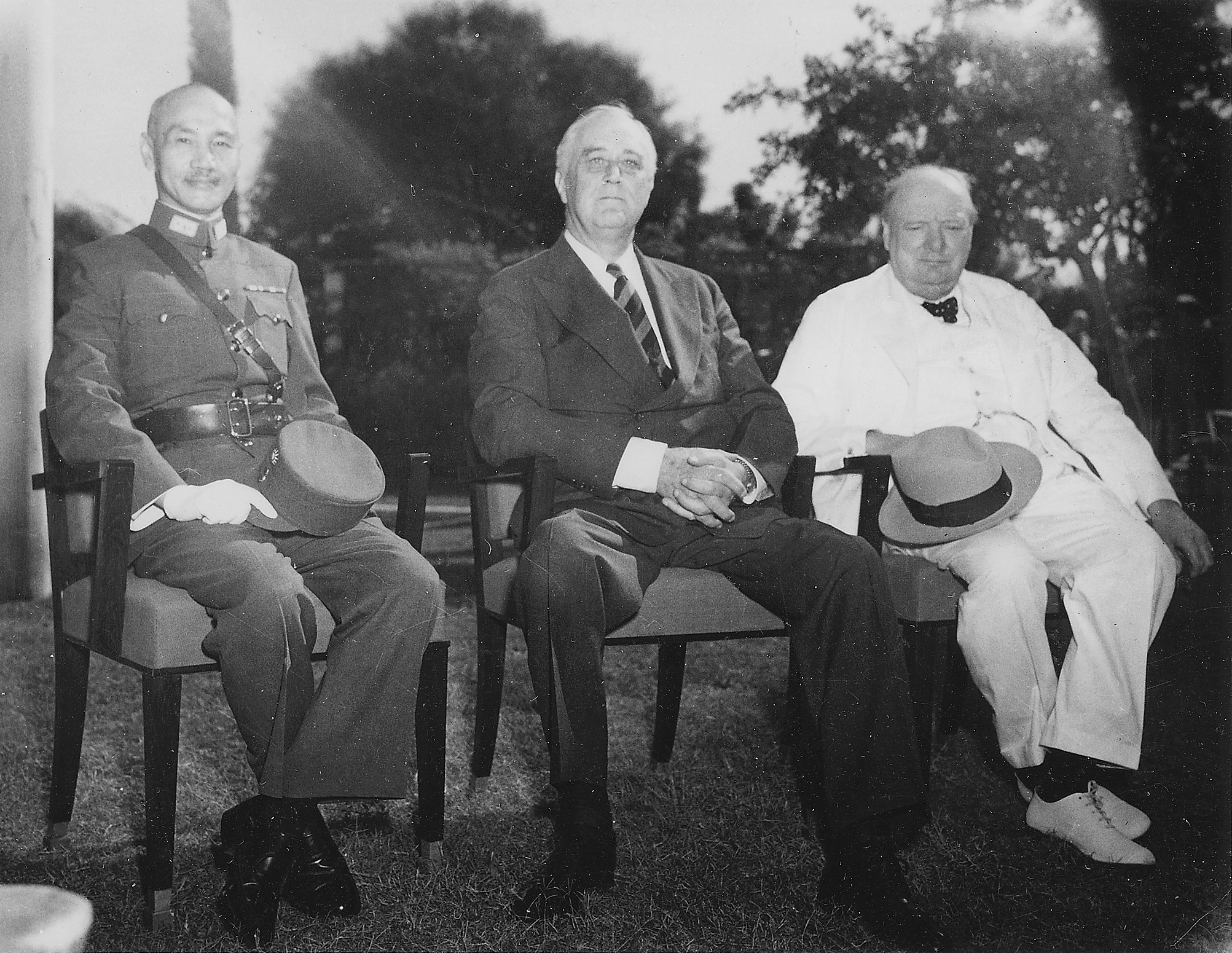
Conferência do Cairo.

O Reino Unido projetou batalhas contra os soviéticos na Guerra do Inverno, mas não se envolveram devido a perspectiva de guerra de trincheira. Mesmo assim foram fornecidos apoio material aos finlandeses. Quando a guerra começa, os bretões tentam cessar o comércio com a indústria de guerra finlandesa. O governo soviético se ofereceu a negociar uma ofensiva conjunta com os bretões, sendo esta iniciativa rejeitada Churchill.

### União Soviética

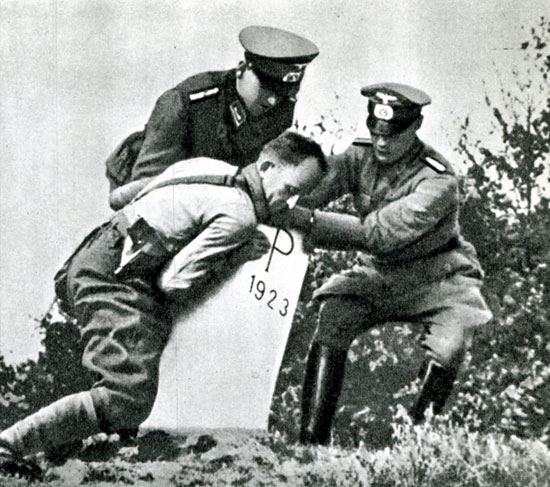
Os avanços territoriais da Alemanha nazista e a eventual quebra do Pacto Molotov-Ribbentrop acarretaram a mudança de posição da União Soviética no conflito. Na foto, Nazistas destroem sinalização de fronteira polonesa em 1939.

Josef Stalin controlava a política externa da União Soviética, tendo Viatcheslav Molotov como seu ministro de relações exteriores. Até agosto de 1939, Stalin buscou uma política hostil à Alemanha nazista enquanto tentava sem sucesso um acordo com os Aliados. Os soviéticos exigiram que a Polônia permitisse a passagem de tropas soviéticas pelo seu território no caso de uma eventual invasão alemã, mas o governo polonês recusou acordo com Moscou. Em agosto do mesmo ano, Adolf Hitler conseguiu chegar a uma série de acordos que beneficiavam ambos os países e geraram o Pacto Molotov-Ribbentrop ou "Pacto de Não-Agressão". Seguindo o que havia sido determinado pelo pacto, a Alemanha invadiu a Polônia e os soviéticos assumiram o controle de áreas pré-designadas do leste do território polonês. No Massacre de Katyn de 1940, a NKVD (polícia secreta soviética) executou 22.000 militares e civis poloneses.
Nos dois anos seguintes, a União Soviética forneceu petróleo e grãos à Alemanha. Além disso, o Kremlin ordenou que os partidos comunistas de todo o mundo denunciassem o que chamou de "guerra imperialista" travada pela Grã-Bretanha e pela França contra a Alemanha. 
Após ignorar repetidas advertências, Stalin declarou-se surpreso quando Hitler invadiu a Rússia em junho de 1941 na Operação Barbarossa. Como consequência, Moscou forjou um acordo com a Grã-Bretanha e os Estados Unidos, consolidado por meio de uma série de reuniões de cúpula, que previa o fornecimento de material de guerra pelos norte-americanos por meio da Lend-Lease. Ao longo do restante do conflito, a União Soviética passou a coordenar esforços de guerra contra a Alemanha e o Japão no Pacífico em alinhamento aos acordos com os Aliados.   

### França
República Francesa

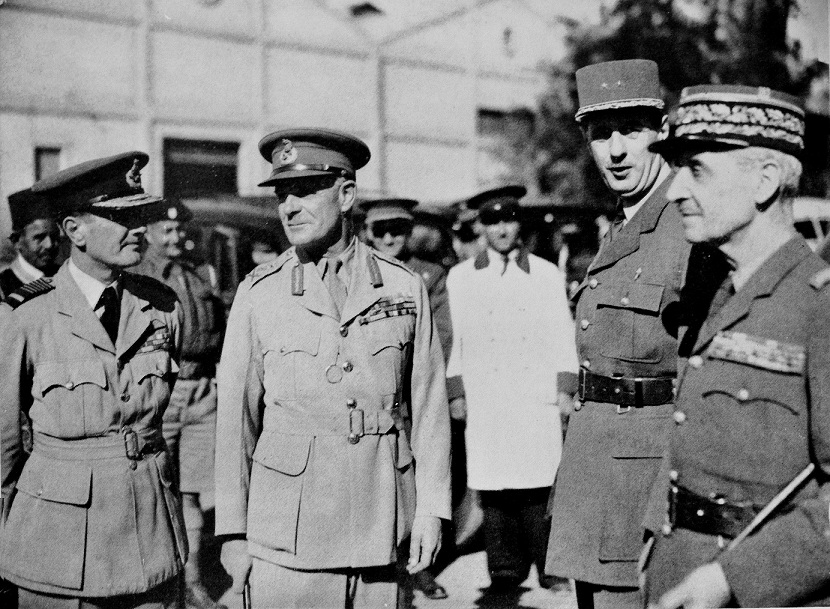
Charles de Gaulle entre generais dos Aliados no Oriente Médio, em 1941.

Em 1921 foi firmada a Aliança Franco-Polonesa. França e Grã-Bretanha colaboraram estreitamente em 1939 e, juntas, declararam guerra contra a Alemanha dois dias após a invasão da Polônia. Além dos Domínios Britânicos (Canadá, Austrália, Nova Zelândia e África do Sul), nenhuma nação independente aderiu à causa. A Grã-Bretanha e a França adotaram uma postura defensiva, temendo os ataques aéreos alemães às suas principais cidades. A França esperava que a Linha Maginot a protegesse de uma invasão. Houve poucos combates entre a queda da Polônia em meados de setembro e a primavera seguinte; o período ficou conhecido como a Guerra Falsa na Grã-Bretanha ou Drôle de guerre na França. A Grã-Bretanha tentou vários acordos de paz, todos recusados pelo Terceiro Reich.
Quando a Alemanha estava estruturada para um ataque no oeste da Europa, Hitler lançou sua Blitzkrieg contra a Dinamarca e a Noruega, facilmente expulsando os britânicos. Em seguida, invadiu os Países Baixos como forma de distrair o Reino Unido e a França enquanto investia fortemente nas frentes da Batalha da França em maio de 1940. A Marinha Real Britânica resgatou mais de 300.000 soldados britânicos e franceses de Dunquerque, mas deixou para trás todo o seu equipamento.
França Livre
A França Livre era o governo insurgente francês sediado em Londres e nas colônias francesas ultramarinas e liderado pelo carismático general Charles de Gaulle. De Gaulle foi secretário de Estado no último governo constitucional da Terceira República Francesa. De Londres, em 18 de junho de 1940, Gaulle fez um discurso de rádio exortando os patriotas franceses a resistir à Alemanha nazista e organizou as Forças Francesas Livres com soldados resgatados pelos britânicos em Dunquerque. Com o apoio militar britânico, os franceses livres gradualmente ganharam o controle de todas as colônias francesas, exceto a Indochina, ainda controlada pelos japoneses. Os Estados Unidos, a Grã-Bretanha e o Canadá queriam que Vichy mantivesse o controle nominal das pequenas ilhas de São Pedro e Miquelão por razões de prestígio, mas o governo de De Gaulle as retomou forçosamente no final de 1941.
Quando os britânicos e norte-americanos desembarcaram na França em junho de 1944, De Gaulle chefiava o governo em exílio, mas continuou a criar entraves diplomáticos para os Aliados. Ele se recusou a permitir que soldados franceses desembarcassem no Dia D e insistiu que a França fosse tratada como uma grande potência pelos outros Aliados com ele próprio como seu único representante. Churchill, sufocado entre os Estados Unidos e De Gaulle, tentou chegar a um acordo. Os Estados Unidos e a Grã-Bretanha concederam a De Gaulle a honra de ser o primeiro a marchar para Paris à frente de seu exército após a fuga dos alemães.

## Potências do Eixo
Adolf Hitler e Benito Mussolini, os respectivos líderes ditatoriais da Alemanha e da Itália - realizaram numerosas conferências. Nenhum dos dois jamais se reuniu pessoalmente com os principais líderes japoneses. O embaixador japonês na Alemanha tratou de muitas das negociações entre a Alemanha e o Japão, mas suas mensagens codificadas para seu país natal foram interceptadas e decodificadas pelos Estados Unidos a partir de 1941. Os estadunidenses compartilhavam as informações de guerra com a Grã-Bretanha e os demais Aliados, revelando diversos planos de ação dos alemães.

### Alemanha

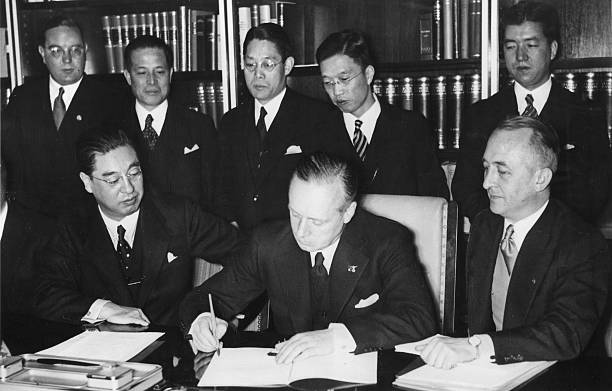
Assinatura do Pacto Anticomintern em 1936 selou o alinhamento de interesses do Império do Japão e da Alemanha Nazista contra a chamada "ameaça soviética".

A política externa da Alemanha durante a guerra envolveu a criação de governos amigáveis sob controle direto ou indireto de Berlim. O objetivo principal era obter mais tropas dos países aliados mais antigos, como a Itália e a Hungria, e milhões de trabalhadores e amplos suprimentos de alimentos de aliados subservientes, como a França de Vichy. No outono de 1942, haviam 24 divisões da Romênia na Frente Oriental, 10 da Itália e 10 da Hungria. Quando um país não era mais confiável, a Alemanha assumia o controle total do governo local, como fez com a França em 1942, a Itália em 1943 e a Hungria em 1944. O controle total permitia aos nazistas atingir sua alta prioridade de conduzir o extermínio em massa toda a população judaica nestes territórios. Embora o Japão fosse oficialmente um aliado poderoso, a relação era distante e havia pouca coordenação de esforços ou cooperação total, como a recusa da Alemanha em compartilhar a fórmula secreta para produzir combustível sintético a partir do carvão até o final da guerra.
DiNardo argumenta que na Europa a política externa da Alemanha foi disfuncional durante a guerra, pois Hitler tratava cada aliado separadamente e se recusava a criar qualquer tipo de cúpula combinada que sincronizasse políticas, armamentos e estratégias. Itália, Finlândia, Romênia e Hungria lidaram com Berlim separadamente e nunca coordenaram suas atividades. A Alemanha relutava em compartilhar seus poderosos sistemas de armas ou treinar oficiais do Eixo em conjunto. Houve algumas exceções, como a estreita colaboração entre as forças alemãs e italianas na Campanha Norte-Africana.